# Чорна Клева
Чо́рна Кле́ва (на деяких мапах Чорна Клива) — гора в Українських Карпатах. Одна з вершин Братківського хребта, що належить до Внутрішніх Горган. Розташована на межі Надвірнянського району Івано-Франківської області та Рахівського району Закарпатської області.
Висота — 1719 м (за іншими даними — 1723 м). Частково вкрита кам'яними розсипищами й осипищами. Рослинність до висоти 1400—1600 м представлена ялиновими лісами, вище криволісся з сосни гірської (жерепу).
На захід від Чорної Клеви розташована гора Руська (1677 м), на північний схід лежить хребет Кривий Грунь, за яким — гора Плоска (1352 м). На північному схилі гори розташовані витоки річки Бистриці Надвірнянської.
Найзручніший підхід із села Чорна Тиса. Чорна Клева не становить особливої туристичної популярності через такі причини:
- відносна віддаленість від населених пунктів;
- велика посушливість хребта Братківська;
- рух у напрямку по хребту Братківська сильно ускладнюють зарості жерепа.

На вершині Чорної Клеви є стовпчик Польсько-Чехословацького кордону під номером 35.
Найближчі населені пункти: Чорна Тиса, Бистриця.
На південно-західних схилах  вершини бере початок струмок Медвецький, лівий доплив Чорної Тиси.
На південно-східній стороні від  вершини бере початок струмок Середній.